# Lutjanus stellatus
Lutjanus stellatus är en fiskart som beskrevs av Akazaki, 1983. Lutjanus stellatus ingår i släktet Lutjanus och familjen Lutjanidae. Inga underarter finns listade i Catalogue of Life.